# Diffusione ed estinzione a singola particella
La Diffusione ed Estinzione a Singola Particella, comunemente indicata come SPES (dall'inglese Single Particle Extinction and Scattering), è una tecnica di diffusione ottica della luce che permette di caratterizzare singolarmente micro e nanoparticelle presenti in un fluido tramite l'acquisizione di due o più parametri indipendenti, generalmente il diametro sferico equivalente e l'indice di rifrazione efficace.
Una sorgente laser genera un fascio gaussiano che viene fatto focalizzare all'interno di una cella di flusso, nella quale scorre il fluido con le particelle da analizzare. Un sensore posto in linea con il fascio misura l'interferenza del campo scatterato per ogni singolo evento.
La tecnica è stata sviluppata in due versioni, per misurazioni in aria e per misurazioni in liquido.